# Ja, twardziel
Ja, twardziel (ang. The Man) – amerykańsko-niemiecka komedia kryminalna z 2005 roku.

## Fabuła
Agent Specjalny Derrick Vann próbuje schwytać zabójcę swojego partnera. Tymczasem do miasta przyjeżdża Andy Fiddler – sprzedawca produktów dentystycznych. Bandyci, przez przypadek, biorą Andy’ego za kupca skradzionej broni. Vann jest zmuszony włączyć go do swojej operacji. 

## Główne role
- Samuel L. Jackson – agent specjalny Derrick Vann
- Eugene Levy – Andy Fidler
- Luke Goss – Joey Trent/Kane
- Miguel Ferrer – agent Peters
- Susie Essman – por. Rita Carbone
- Anthony Mackie – Booty
- Gigi Rice – Susan
- Rachael Crawford – Dara Vann
- Philip Akin – I.A. agent